# أبجدية صومالية

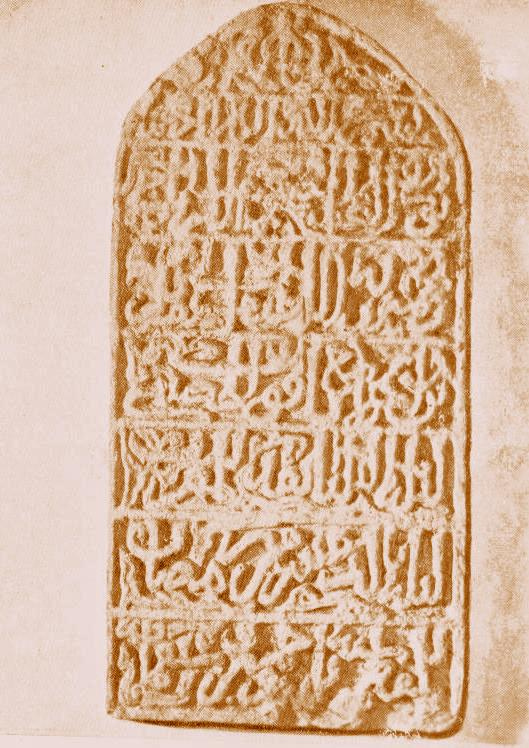
لوحة تذكارية من القرن الرابع عشر مكتوبة بكتابة وداد

الأبجدية الصومالية(بالصومالية: Farta Soomaliga)‏ هي الحروف المستخدمة في كتابة اللغة الصومالية 
من قبل تم استخدام عدد من الأنظمة الكتابية لتدوين اللغة الصومالية من بين هؤلاء والأكثر استخدامًا هي الأبجدية اللاتينية الصومالية لقد كان النص الكتابي الرسمي في الصومال النص العربي. الى وصول المجلس الثوري الأعلى رسميًا في أكتوبر 1972، وتم استخدام الحروف الصومالية اللاتينية من خلال حملة محو الأمية الريفية على مستوى البلاد.

## النص اللاتيني

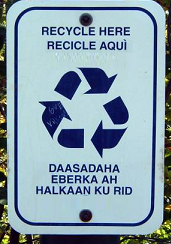
علامة إعادة التدوير في مينيابوليس تتضمن تعليمات مكتوبة بالأبجدية اللاتينية الصومالية

تم تطوير الأبجدية اللاتينية الصومالية، من قبل عدد من كبار العلماء الصوماليين، بما في ذلك موسى حاج إسماعيل جلال، وشيري جامع أحمد خصيصًا لكتابة اللغة الصومالية.
يستخدم جميع أحرف الأبجدية اللاتينية والإنجليزية باستثناء p و v و z، ويحتوي على 21 حرفًا ثابتًا وخمسة أحرف متحركة. لا توجد علامات تشكيل أو أحرف خاصة أخرى، باستثناء استخدام الفاصلة العليا للتوقف المزمع، والتي لا تظهر في البداية بالكلمة. بالإضافة إلى ذلك، هناك ثلاثة ديغراف ساكن DH و KH و SH. لم يتم تمييز النغمة، ولا يتم تمييز أحرف العلة الأمامية والخلفية. تستخدم الأحرف الكبيرة في بداية الجملة ولأسماء العلم. تم إجراء عدد من المحاولات منذ عشرينيات القرن الماضي فصاعدًا لتوحيد اللغة باستخدام عدد من الحروف الهجائية المختلفة. بعد فترة وجيزة من الاستقلال واتحاد عام 1960، تم إنشاء لجنة اللغة الصومالية برئاسة الباحث الصومالي موسى حاج إسماعيل جلال، وهو أول صومالي تدرب مهنيًا في الصوتيات الحديثة. أوصت اللجنة باستخدام نص لاتيني معدل في عام 1962. كانت الإدارة المدنية في ذلك الوقت غير راغبة في اتخاذ قرار بسبب الطبيعة المثيرة للجدل للنقاش شوهد أن النص اللاتيني قد تم إحضاره إلى الإقليم من قبل القوى الاستعمارية. استخدم مؤيدو النصوص الأخرى عبارة لاتينية اي انها لا دين. استمر جلال في قيادة الباحثين الصوماليين طوال الستينيات من القرن الماضي في التحقيق في أنظمة الكتابة الأصلية البديلة المناسبة للاستخدام في قواعد الإملاء الرسمية، في عام 1966، أضافت لجنة لغويين تابعة لليونسكو بقيادة اللغوي وزناً لاختيار لجنة عام 1962 وتم إختيار النص اللاتيني كانت القضية لا تزال مثيرة للانقسام، وكانت الحكومة الصومالية مترددة بهذاالشأن.
تم حل المشكلة أخيرًا من قبل محمد سياد بري عند الاستيلاء على السلطة في عام 1969. وتوجت ممارسة غير رسمية لاستخدام اللاتينية من قبل الجيش وقوات الشرطة بالتبني الرسمي للنص اللاتيني باعتباره الإملاء الرسمي للدولة الصومالية.

## النص العربي
الكتابة العربية و كتابة وداد قبل وصول الإيطاليين والبريطانيين والأخويات الدينية كانوا إما كتبوا باللغة العربية أو استخدموا ترجمة صوتية مخصصة للنصوص الصومالية إلى العربية يعرف باسم كتابة وداد. تحتوي على 32 حرفًا؛ 10 منهم حروف متحركة، والباقي من الحروف الساكنة. وفقًا لبوغوميتش أندريزيفسكي، اقتصر هذا الاستخدام على رجال الدين الصوماليين ورفاقهم، حيث فضل الشيوخ الكتابة باللغة العربية ومع ذلك، توجد العديد من المخطوطات التاريخية في الصومال، والتي تتكون أساسًا من القصائد الإسلامية والتلاوات والترانيم. ومن هذه النصوص قصائد صومالية للشيخ أويس القادري البراوي والشيخ إسماعيل فارح. تتكون بقية المؤلفات التاريخية الموجودة باللغة الصومالية بشكل أساسي من ترجمات لوثائق من اللغة العربية.

## النص العثماني

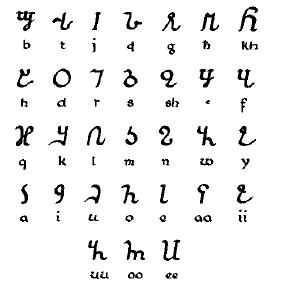
كتابة بالأبجدية العثمانية أشهر نص صومالي أصلي

وهي الأبجدية العثمانية المعروفة أيضًا باسم الكتابة الصومالية، هي نص كتابة تم إنشاؤه لنسخ اللغة الصومالية. أبجدية متطورة صوتيًا، اخترعها عثمان يوسف كينديد [الإنجليزية] من عشيرة ماجرتين،  بين عامي 1920 و 1922. ابتكر السيناريو في بداية الحملة الوطنية للاستقرار على قواعد الإملاء القياسية للصوماليين.

## النص البورمية

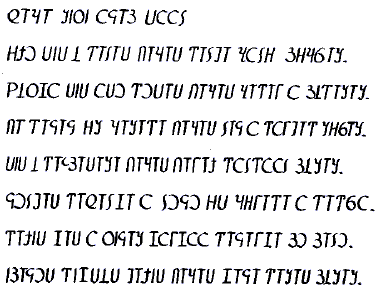
قصيدة كتبت بالأبجدية البورمية.

ابتكر أبجدية بوراما او ما عرف أيضًا بخط جادابورسي حوالي عام 1933 من قبل عبد الرحمن شيخ نور [الإنجليزية] من عشيرة اورتبلي [الإنجليزية] على الرغم من أنها ليست معروفة على نطاق واسع، فقد كان نظام كتابتة الصوتية دقيقة تمامًا، كما تم استخدام النص البورمية بشكل أساسي من قبل نور ودائرته من شركائه في مدينته بوراما.

## النص الكدري

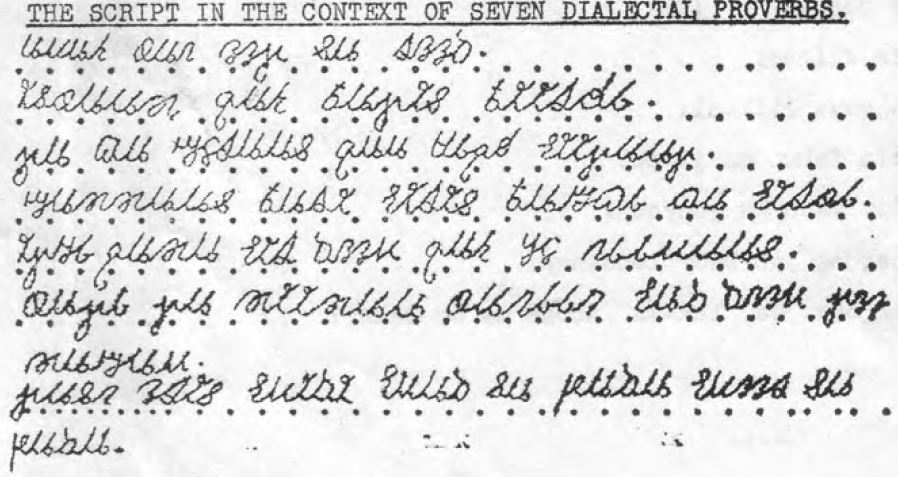
كتابة بالأبجدية الكدري في 1952

اخترع حسين شيخ أحمد كدرى [الإنجليزية] من عشيرة ابكال أبجدية كدري عام 1952. واتفقت اللجان الفنية التي قيمت السيناريو على أنه كان تهجئة دقيقة للغاية لتدوين الصوماليين. تتشابه العديد من أحرف كدري مع تلك الموجودة في الأبجدية العثمانية، في حين أن البعض الآخر يشبه الحروف الأبجدية في خط براهمي .